# Naomi Frederick
Naomi Frederick (nascida em 29 de novembro de 1976) é uma atriz inglesa e graduada no Royal Academy of Dramatic Art. Seu trabalho na televisão inclui "Eagle Day", um episódio de 2009 da série Foyle's War.